# Eurysops esau
Eurysops esau là một loài bọ cánh cứng trong họ Cerambycidae.